# 熊崎久実
熊崎 久実（くまさき くみ、7月25日 - ）は、日本の女優。
広島県出身。身長159cm、血液型O型。特技は打楽器、琴、日常広東語、家庭料理、日本声優能力検定第1級。　
趣味はボリウッドダンスと詠春拳と路地裏散歩。

## 来歴
広島文化女子短期大学音楽学科　管弦打楽器コースで打楽器を専攻。
1999年エヌ・エー・シー広島に入所、ＴＶＣＭなどから俳優としてスタートする。
ＲＣＣ（中国放送）アナウンサースクール　ベーシックコース修了。
香港好きで2年間滞在のちベルギーへ移住しヨーロッパのアートを見てまわり、2007年に初めて上京した。
劇団東京乾電池×ノックアウト　アクターズラボ２期生。
アクターズラボ修了後は主に小劇場で活動する。
その後また香港に約1年半滞在の後、現在はシンガポール在住。

## 出演

### テレビ番組
- NHK金曜フォーラム（1999年、NHK）
- げっきんライブ（2000年、広島テレビ）

### 映画
- 鏡の女たち（2002年、吉田喜重監督）
- 情義我心知 (2005年、麥兆輝・荘文強監督）
- 壊れゆく男（2014年、堀田圭一監督）主演
- 茶漬けの味（2017年、堀田圭一監督、第19回 TAMA NEW WAVE ある視点部門 入選）

### 舞台
- 劇団SEED「マイ・ハムレット」（2001年4月 - 12月、計31回公演）
- 劇団SEED「12th night」（2002年8月 - 11月、計28回公演）
- NAC広島「THE GREAT GILLY HOPKINS 1978」（2004年8月 - 12月、計30回公演）
- NAC広島「THE GREAT GILLY HOPKINS 1978 正月公演」（2005年1月）
- 東京乾電池×ノックアウト アクターズラボ「海辺のバカ」（2009年）
- Drama Reading Project 「恋の冷凍保存」（2009年）
- 森田オフィス「イッセー尾形とすてきな先生たち2009東京編」
- 東京乾電池月末劇場「メリーさんの羊」（2009年）
- 東京乾電池「イリーニャの兄弟」（2009年）
- 3.14ch「人間」（2010年）
- 東京蝉ヌード「ラブ・フィットネス」（2010年）
- 海城学園高校演劇部・劇団センセーション合同公演「修学旅行」(2011年)
- 東京蝉ヌード「小さな家と五人の紳士」（2011年）
- 3.14ch「宇宙船」（2012年）
- 東京蝉ヌード「黙読」（2012年）
- RONNIE ROCKET Reading「ともだちのそうしき」（2012年）
- 3.14ch「帰郷」（2012年）
- Drama Reading Project 戯れの会　コミックオペレット「飢餓陣営」（2013年）※振付も担当
- 東京蝉ヌード「古典の旅」（201す3年）
- 3.14ch「司令室」（2013年）
- 東京蝉ヌード「名作古典検証会」（2014年）
- 3.14ch「宇宙船」（2014年）
- 戯れの会「不条理な演劇祭」（2015年）
- 東京蝉ヌード「簡単に金持ちになる方法」（2015年）

- 3.14ch「ムランティン・タランティーノの大冒険」（2015年）

- ロ字ック 鬼FES 2015

3.14ch「3.14ch with 石倉ベイベ presents ムランティン・タランティーノの大冒険→鬼（ハイパー）FES.2015→∞feat.オメガ族vsパイ族」（2015年）
- 海城学園高校演劇部・劇団センセーション合同公演「アロハ色のヒーロー」(2015年)
- 東京蝉ヌード「わが町」（2015年）
- ムシラセ「女には至らない病」（2016年）
- 3.14ch「大型」（2016年）
- 東京蝉ヌード「ロマンチックあげるよ」(2017年）※オムニバスイベントでソロダンス「オーシャンキング　－イントロダクション－」を披露
- ムシラセpresents しきおりおりあおきえり「すかすからす」（2017年）

### ダンス
- dance seed ソロ作品「ici」（2012年）
- dance seed ソロ作品「いき、もの」（2012年）
- dance seed ソロ作品「しにーしょん」（2013年）
- 池宮中夫［HerdenohrーMINUTE 群生する耳ー微小］（2015年）
- 中屋敷 南 新作公演「欲望と女の子」（2015年）
- 横浜ダンスコレクション　前年度最優秀振付家賞　受賞者新作公演　中屋敷 南「girl」（2016年）

### ラジオドラマ
- 魂のメロディ（1999年、NHKラジオ）主演
- 夕凪のユーサネージア（1999年、NHKラジオ）
- ねじれた再会（2000年、NHKラジオ）

### CM
- 日刊イエローブック
- 広島テレビ住宅展示場

### ポッドキャスト
- Gimmick talk -女優 熊崎久実編

### DVD
- あたらしいみかんのむきかた（2011年、ポニーキャニオン）

### PV
- 馬喰町バンド「いってみよう」（2017年）